# Oxyntas
Oxyntas était un fils du roi numide Jugurtha.
Il était avec son frère, Iampsas, durant la parade triomphale de son père en 104 av. J.-C. Son père est mort juste après, et Oxyntas a été envoyé dans la ville de Venusia, dans la région italienne de Basilicata, où il est resté jusque 89 av. J.-C. Durant la guerre marsique, Gaius Papius Mutilus a utilisé Oxyntas pour forcer les défections des troupes numides servant le général romain  Sextus Julius Caesar, une grande partie des Numides, à la vue du fils de leur ancien roi, désertèrent les rangs de Sextus Julius Caesar. On ne sait pas ce qu'il advient d'Oxyntas après la guerre marsique (91-88 av. J.-C.).